# DIGIC

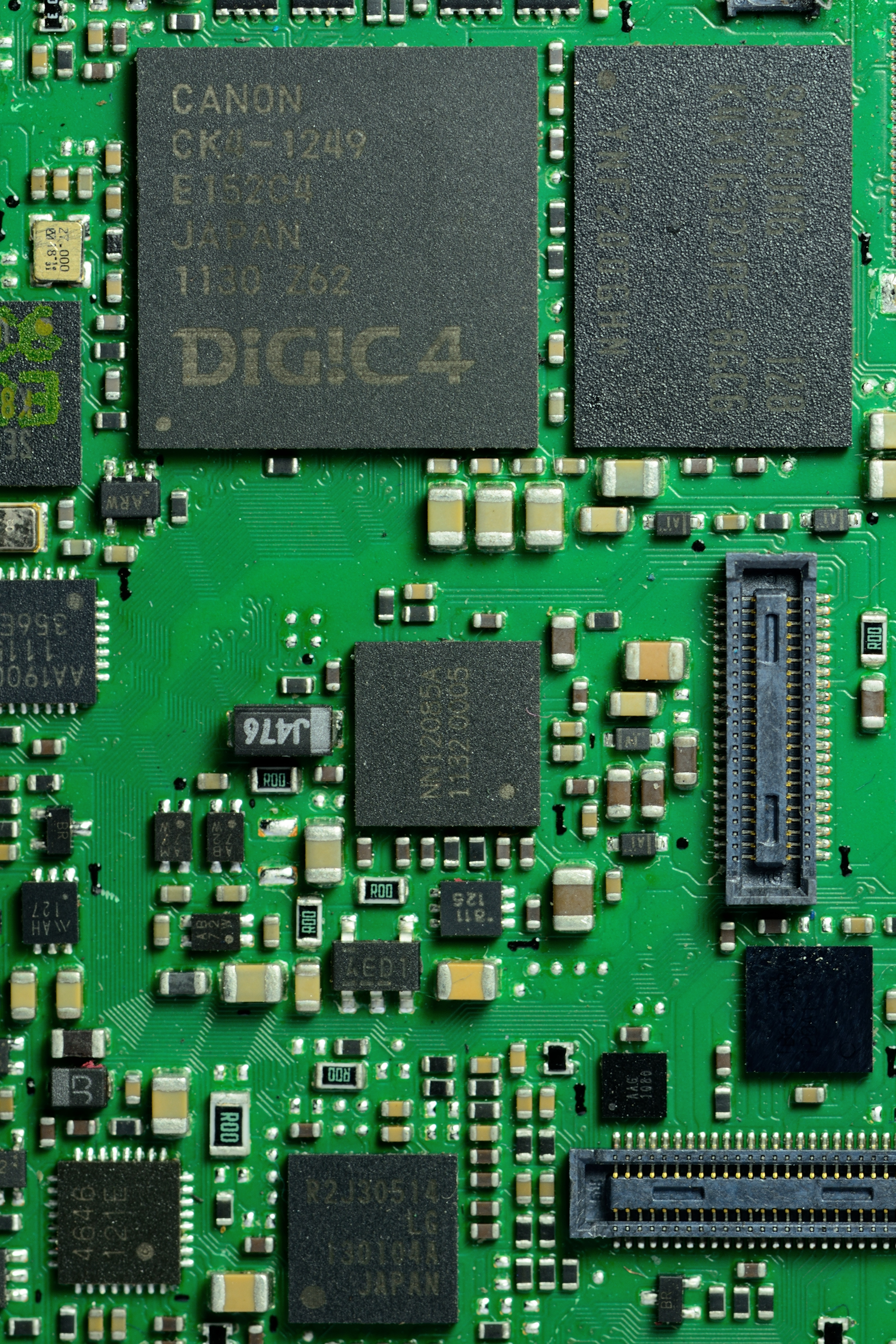
Digic 4 da Canon SX30

Digital Imaging Integrated Circuit (DIGIC) é o processador de imagem utilizado pela Canon Inc. para toda família de produtos de fotografia e vídeo. As unidades DIGIC são usadas como processadores de imagem pela Canon em seus próprios produtos de imagens digitais. Várias gerações de DIGICs existem, e são distinguidos por um número de sufixo indicando a versão.
Atualmente, o DIGIC é implementado como um circuito integrado para aplicação específica (ASIC) projetado para executar processamento de sinal de alta velocidade, bem como as operações de controle no produto em que foi incorporado. Ao longo de suas inúmeras gerações, o DIGIC evoluiu de um sistema envolvendo vários circuitos integrados discretos a um único sistema de chip, muitos dos quais baseados no conjunto de instruções ARM. Custom firmware para estas unidades foi desenvolvido para adicionar recursos para as câmeras.

## DIGIC original
O DIGIC original foi usado na PowerShot G3 (Setembro de 2002), Canon S1 IS (Mar 2004), A520 (Mar 2005), e outras câmeras. Consiste em três chips separados: um CI de processamento de vídeo, um CI de processamento de imagem e um CI de controle de câmera..

## DIGIC II
DIGIC II é um sistema de chip único introduzido em 2004, . Ao contrário do primeiro DIGIC, que permitiu desenho mais compacto, o DIGIC II também melhorou o original adicionando uma maior capacidade de buffer e aumentando a velocidade de processamento. Foi usado em algumas câmeras de consumo avançadas e muitas descontínuadas SLRs digitais tais como Canon EOS 5D e Canon EOS 30D.
DIGIC II usa DDR-SDRAM de alta velocidade, o que melhora o tempo de inicialização e o desempenho de AF. Pode gravar no cartão de memória a velocidades de até 5,8 MB / seg. Além disso, a Canon afirma que o DIGIC II melhora a cor, a nitidez e automático de balanço de branco.

## DIGIC III
O processador DIGIC III, introduzido em 2006, foi anunciado para oferecer melhor qualidade de imagem, operação mais rápida e vida útil prolongada em comparação com o seu antecessor. DIGIC III fornece uma interface mais rápida para o cartão de memória SD para a Canon PowerShot G7 e G9, SD750, SD800, SD850, SD900, SD 1000, A560, A570 IS, A590 IS, A650 IS, A720 IS, A495, EOS XS / 1000D , EOS XSi / 450D, EOS 40D, EOS 1D Mark III, EOS 1Ds Mark III e S5 IS. Ele também fornece maior resolução para suas telas LCD. Além disso, tem um conversor de 14 bits A/D proporcionando maior profundidade de bits do que as versões anteriores.

### Novos recursos
O DIGIC III fornece detecção de faces AF / AE, que localiza e controla até nove faces ao mesmo tempo e controla a exposição e o flash para garantir uma iluminação adequada das faces, bem como do resto do quadro, reduzindo o efeito prejudicial de faces sobreexpostas ou escurecidas numa foto. Ele reverte para o sistema AiAF se a entidade não for detectada ou não for considerado uma entidade (com base nos dados iSAPS). Este último é útil em pontos turísticos onde pode haver muitas pessoas ao redor que não são destinados a ser o tema da cena.

### Reconhecimento de cena
ISAPS é uma tecnologia de reconhecimento de cena desenvolvida pela Canon para câmeras digitais. Usando um banco de dados interno de milhares de fotos diferentes, iSAPS também funciona com o processador de imagem DIGIC III para melhorar a velocidade de foco e precisão, bem como a exposição e equilíbrio de branco.

### Dual DIGIC III
A Canon EOS-1D Mark III utiliza processadores duplos DIGIC III para obter uma taxa de captura de 10 quadros por segundo a 10,1 MP (com um estouro máximo de 110 imagens JPEG, dependendo da velocidade do armazenamento anexado). A Canon EOS-1Ds Mark III também usa processadores duplos DIGIC III para atingir uma taxa de captura de cinco quadros por segundo em 21,1 MP.

## DIGIC 4

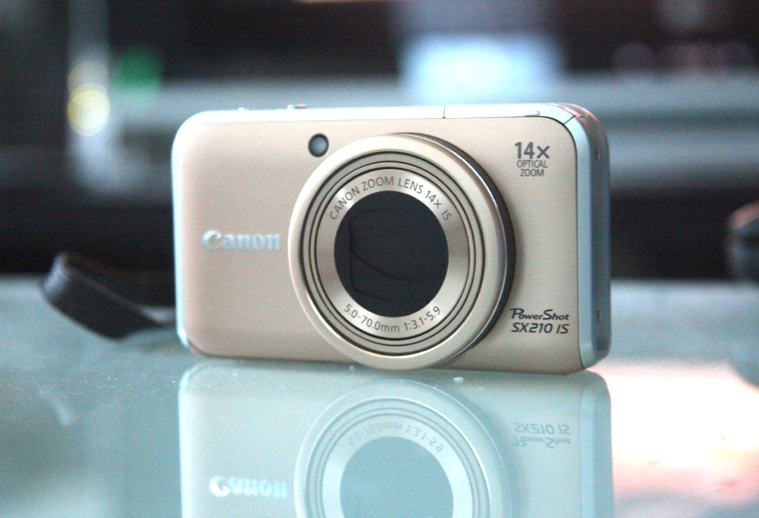
Canon PowerShot SX210 usa o processador DIGIC 4

Em 2008, a Canon introduziu o processador DIGIC 4 processador, usada pelo EOS 1100D/Rebel T3, EOS 500D/Rebel rebel t1i, EOS 550D/Rebel T2i, a EOS 600D/Rebel T3i, EOS 50D, EOS 60D, EOS 1200D/Rebel T5, EOS 5D Mark II e a EOS-1D X (para a medição e AF). Ele também é usado nas novas câmeras da Canon PowerShot linhas (A, G, S, SDe SX).
Canon revindica as seguintes melhorias:
- Processamento de imagem muito mais rápido quando comparado com processadores anteriores
- Redução de ruído alto com ISO
- Melhor desempenho durante o manuseio de imagens RAW de 14 bits
- AF de Detecção de Rosto
- H. 264 1080p de codificação.[8]

### Dual DIGIC 4
Dual DIGIC 4 são usados na EOS 7D e a EOS-1D Mark IV.

### DIGIC 4+
Esta CPU foi introduzida em 2014 para substituir o DIGIC 5 em câmeras compactas de médio alcance, particularmente a série Elph / IXUS e SX. As especificações completas não foram disponibilizadas na introdução, mas a Canon alega um salto de velocidade de 60% sobre o DIGIC original 4.

## DIGIC 5

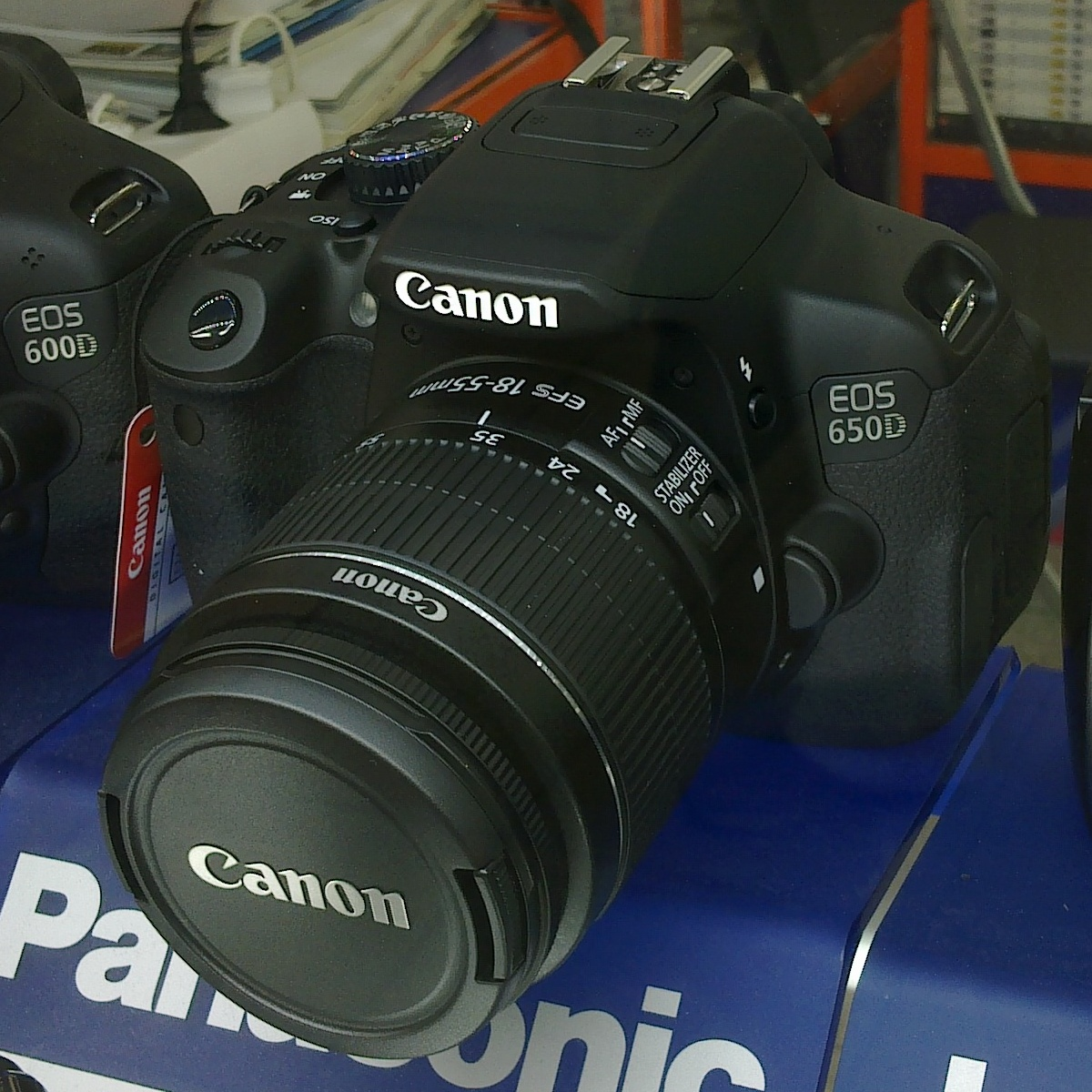
A Canon EOS 650D / Rebel T4i / Kiss X6i usa o processador DIGIC 5

Em 2011, a Canon introduziu o processador DIGIC 5. Ele esta presente em câmeras compactas da Canon como o PowerShot SX40 HS para alcançar uma taxa de captura de 10,3 quadros por segundo em resolução máxima HQ de Alta Velocidade, Vídeo Full HD 1080p e Estabilização Inteligente de Imagem. A Canon afirma que o novo processador DIGIC 5 é seis vezes mais rápido do que o processador DIGIC 4 e gerencia eficientemente o aumento da informação da cena e reduz simultaneamente a aparência de ruído de imagem em até 75%. De acordo com a Canon, a DIGIC 5 analisa quatro vezes mais informações de imagem para criar cada pixel, gravando mais detalhes e cores como nunca.
O DIGIC 5 parece ter sido co-desenvolvido pela Texas Instruments.
DIGIC 5 É usado na EOS 650D/Rebel T4i/Kiss X6i, EOS 700D/Rebel T5i/Kiss X7i, Canon EOS M, e EOS 100D/Rebel SL1/Kiss X7, bem como a PowerShot  Canon PowerShot N, S100, S110, G15 e a Canon PowerShot SX50 HS.

### DIGIC 5+
DIGIC 5+ é um aprimoramento para o DIGIC 5 e DIGIC 4. O desempenho é dito ser 17x o desempenho do DIGIC 4. A capacidade de processamento adicional permite maior taxa de quadros em modos de disparo contínuo e maior correção de ruído através do uso do processamento de sinal.
DIGIC 5+ é usado na EOS-1D X, 6D EOS, a EOS 5D Mark III e a EOS 70D.

### Dual DIGIC 5+
A EOS-1D X inclui dois processadores DIGIC 5+, permitindo uma captura de taxa de 12 quadros por segundo em RAW + JPEG, e um processador DIGIC 4 adicional especificamente para o seu Sistema de Análise de Assunto Inteligente.

## DIGIC 6
Introduzido em 2013, o processador de imagem DIGIC 6 permite um desempenho melhor com pouca luz no ISO 6400, com ruído reduzido. Além disso, permite tempos melhorados de AF e redução do atraso em relação aos modelos anteriores. O desempenho melhorado permite disparos em até 14 fps. 
Outros avanços atribuídos ao DIGIC 6 podem ser experimentados no modo de filme, que grava em formato MP4 e duplica a taxa de quadros para 60 fps a 1080p. Ele também apresenta ruído reduzido em 30 fps e estabilização de imagem melhorada.
DIGIC 6 é usado na EOS 750D/Rebelde T6i, EOS 760D/Rebelde T6s, EOS 80D, PowerShot G16, PowerShot N100, PowerShot S120, PowerShot SX270 HS, PowerShot SX280 HS, , PowerShot SX540 HS, PowerShot SX60 HS, PowerShot SX700 HS PowerShot SX710 HS e PowerShot SX720 HS.
Em fevereiro de 2014, a Canon também lançou a compacta Canon PowerShot G1 X Mark II e seu mais novo compacto mirrorless da Canon EOS M3 , em fevereiro de 2015, ambas também utilizam interno de WLAN 802.11 b/g/n.

### DIGIC 6+
A Canon EOS 5D Mark IV inclui um processador DIGIC 6+ processador.

### Dual DIGIC 6
A Canon EOS 7D Mark II inclui processadores DIGIC 6 duplos, permitindo uma taxa de captura de 10 quadros por segundo em RAW + JPEG e um processador DIGIC 6 adicional especificamente para o seu Sistema de Análise de Assunto Inteligente. A Canon EOS 5DS e EOS 5DS R também usam processadores DIGIC 6 duplos, com a capacidade de disparar até cinco quadros de 50.6MP por segundo.

### Dual DIGIC 6+
A Canon EOS-1D X Mark II inclui processadores duplos DIGIC 6+, permitindo uma taxa de captura de 170 imagens RAW consecutivas a 14 fps ou 4k Video com até 60 fps.

## DIGIC 7
Introduzido em 2016, a Canon PowerShot G7 X Mark II foi a primeira câmera Canon a incluir o DIGIC 7. A câmera com lente intercambiável mirrorless, Canon EOS M5, introduzido 2016, usa o processador DIGIC 7.

## DIGIC 8
O DIGIC 8 foi introduzido em conjunto com a Canon EOS M50 em fevereiro de 2018. Ele pode processar vídeos de 4k com até 25 fps usando a compressão MPEG-4 AVC / H.264. O DIGIC 8 também é usado nas câmeras EOS R full-frame mirrorless, bem como as câmeras Canon PowerShot SX740 HS e a Canon 7D Mark III.

## DIGIC DV
O DIGIC DV é utilizado nas câmeras digitais CCD de chip único da Canon, bem como nas câmaras de vídeo DC20 e DC40.

## DIGIC DV II
O DIGIC DV II utiliza um sistema híbrido de redução de ruído e um novo sistema gamma. O processador é utilizado em todas as câmaras de vídeo de alta definição da Canon e, com excepção do DC20 e DC40, todas as suas câmaras de vídeo DVD, incluindo as novas câmaras de vídeo SD FS100, FS10, FS11.

## DIGIC DV III
O processador DIGIC DV III é usado no HFS100, HFS10, HF200 e HF20 de alta definição Legria (PAL) / Vixia (NTSC). 
O Digic DV III também foi incorporado na linha Cinema EOS da câmera de cinema digital, começando com o C300 no final de 2011.

## DIGIC DV 4
O processador DIGIC DV 4 foi introduzido em 2013 nas camcorders Vixia / Legria G, R e Mini, bem como nas filmadoras profissionais XA-20 e -25 deste ano. Canon alega que é capaz de gravar simultaneamente MP4 e AVCHD vídeo córregos.

## DIGIC DV 5
O DIGIC DV 5 foi visto pela primeira vez na Canon XC10 e na Canon EOS C300 Mark II, ambos anunciados em 8 de abril de 2015 logo antes do NAB Show. O XC10 usa um único DIGIC DV 5, enquanto o C300 Mark II usa uma dupla DIGIC DV 5 implementação. Ambos são capazes de 4k a 24, 25 e 30fps com 4: 2: 2 de amostragem de cores no XF-AVC H.264 codec.

## Firmware modificado

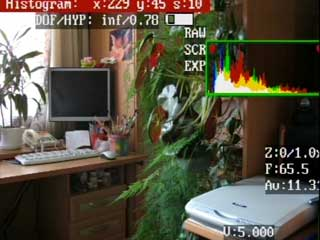
Canon Hack Development Kit (CHDK) firmware, mostrando o editor de exibição na tela

O processador DIGIC contém um processador compatível com x86 (NEC V30 emulação) execução Datalight ROM-DOS e só S1IS executando o VxWorks e dois outros chips (o processador de imagem de si próprio e um Motorola 68HC12).
Os ASICs DIGIC II e DIGIC III contêm processadores embutidos de 32 bits com base no conjunto de instruções ARM. Até ao redor de 2007, as câmeras do apontar-e-disparam de Canon funcionaram um sistema operando-baseado VxWorks-baseado, mas as câmeras recentes são baseadas no sistema operacional de DRYOS desenvolvido internamente por Canon.

### CHDK
O projeto de software livre Canon Hack Development Kit (CHDK), iniciado por Andrey Gratchev, melhorou com sucesso muitas câmeras Canon PowerShot sem substituir o firmware padrão. Permite um vasto controle programático de muitas câmeras compactas da Canon, permitindo que os usuários adicionem recursos, incluindo jogos e scripts escritos em UBASIC ou Lua. As características incluem disparar em RAW, disparar obturador remoto de cabo USB, disparos altamente sincronizados entre várias câmeras, fotografia disparada por detecção de movimento, TV personalizável de alta velocidade contínua, Av, ISO e Foco (aumentando a profundidade de campo) , 1 Gig de tamanho de vídeo removido em câmeras anteriores, obturador, abertura e ISO substitui (velocidades de obturador de 64 "a 1 / 10.000" e superior).
Para que o projeto CHDK aumentasse ou estendesse o firmware, era necessário obter cópias do firmware original da câmera; Em alguns casos isso pode ser feito através de um método de software puro, enquanto outros dependem de um método de usar um LED piscando na câmera como uma porta serial óptica para transmitir o firmware a um computador host.
No entanto, para instalar o firmware pré-compilado em uma câmera PowerShot, basta baixar o binário correto e copiá-lo para um cartão de memória SD. Se o cartão SD estiver configurado para bloquear e o sinalizador de inicialização for ativado quando a câmera for ligada, a câmera será inicializada automaticamente a partir do arquivo binário no cartão e o CHDK será carregado no cilindro da câmera. Se o cartão estiver desbloqueado ou removido, a câmera será inicializada no firmware original da Canon. CHDK irá mascarar o bloqueio no cartão SD para que a câmera ainda vai escrever para ele no entanto. Em alternativa, o CHDK pode ser carregado manualmente a partir do menu Canon.

### 400plus
400plus é um firmware livre add-on que oferece funcionalidade adicional para Canon 400D.

### Spy Lantern
Spy Lantern é um projeto de câmera de vigilância com base na PowerShot e no script CHDK.

### Magic Lantern
O Magic Lantern é um firmware add-on escrito para a Canon 5D Mark II por Trammell Hudson, em 2009, e portado para a 550D/T2i/Kiss X4 (1.0.8) em julho de 2010 pelo mesmo autor. A partir de setembro de 2010, A1ex do CHDK fórum e outras pessoas portado este add-on para o 550D/T2i (1.0.9), 60D, 500D/rebel t1i/Kiss X3, 600D/T3i/Kiss X5 (1.0.1) e 50D; Ele também é executado no 7D. O firmware é liberado sob a Licença Pública Geral GNU.[carece de fontes?] Originalmente desenvolvido para DSLR cinema, a sua característica de base foi expandida para incluir ferramentas úteis para a fotografia ainda bem.
As características atuais incluem:
- Controles de áudio, na tela do medidor de áudio, monitoramento de áudio através de Um cabo a/V
- HDR vídeo, taxa de bits de controle, FPS controle, auto-restart
- Preciso ISO, Balanço de Branco, Velocidade do Obturador e controles
- Zebras, cores falsas, histograma, forma de onda, medidor de ponto, vectorscope
- Foco de pico, 'magic zoom", armadilha foco, rack de foco, siga foco
- Bracketing de Exposição automática, empilhamento de foco
- Intervalometer, rampa lâmpada, a lâmpada do temporizador (até 8 horas)
- Personalizado cropmarks/gráficos no ecrã
- Na tela de foco e DOF informações, CMOS de temperatura, relógio
- Menus personalizáveis
- 14-bit de Vídeo BRUTO em algumas DSLRs

O futuro funcionalidades incluem limpeza HDMI saída, anamórfica de pré-visualização e personalizado curvas.
Porque a instalação do Magic Lantern não substitui o stock firmware da Canon ou modificar a ROM, mas, ao invés de percorre-lo, ele é fácil de remover e apresenta pouco risco. Canon não fez nenhuma declaração oficial sobre o add-on de firmware, sobre o tema da garantia ou sobre os recursos.[carece de fontes?]

### CHDK and Magic Lantern
- CHDK Autobuild
- Official Magic Lantern Website